# Pedicularis iwatensis
Pedicularis iwatensis är en snyltrotsväxtart som beskrevs av Jisaburo Ohwi. Pedicularis iwatensis ingår i släktet spiror, och familjen snyltrotsväxter. Inga underarter finns listade i Catalogue of Life.